# Sesiosa subfasciata
Sesiosa subfasciata là một loài bọ cánh cứng trong họ Cerambycidae.